# Provincia de Fajardo (Ayacucho)
La provincia de Fajardo es una de las once que conforman el departamento de Ayacucho en el Perú. Limita por el norte con la provincia de Cangallo, por el este con las provincias de Vilcashuamán y Sucre, por el sur con las provincias de Lucanas y Huancasancos, y por el oeste con el departamento de Huancavelica. Su nombre es un homenaje al coronel Víctor Fajardo, vencedor de la batalla de Tarapacá.

## Historia
La provincia fue creada el 14 de noviembre del año 1910, en el segundo mandato presidencial de Augusto Leguía, por Ley n.º 1306, el 14 de noviembre de 1910. Se dio a la nueva provincia este nombre como homenaje al coronel Víctor Fajardo, vencedor en la batalla de Tarapacá, librada el 27 de noviembre de 1879, entre las fuerzas peruanas y chilenas. Este jefe murió en la batalla del Alto de la Alianza, entre las mismas fuerzas, el 26 de mayo de 1880.

## División administrativa
La provincia tiene una extensión de 2260,19 km² y se encuentra dividida en 12 distritos:
- Huancapi
  - Anexos: Ccocha y Pitahua
- HuallaDistrito de Hualla
  - Anexo: Tiquihua
- Alcamenca

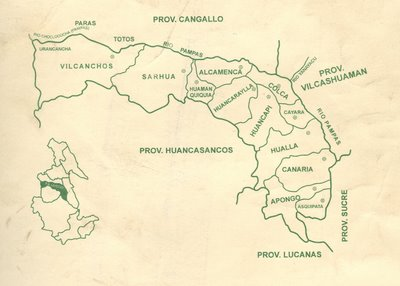
Provincia de Fajardo

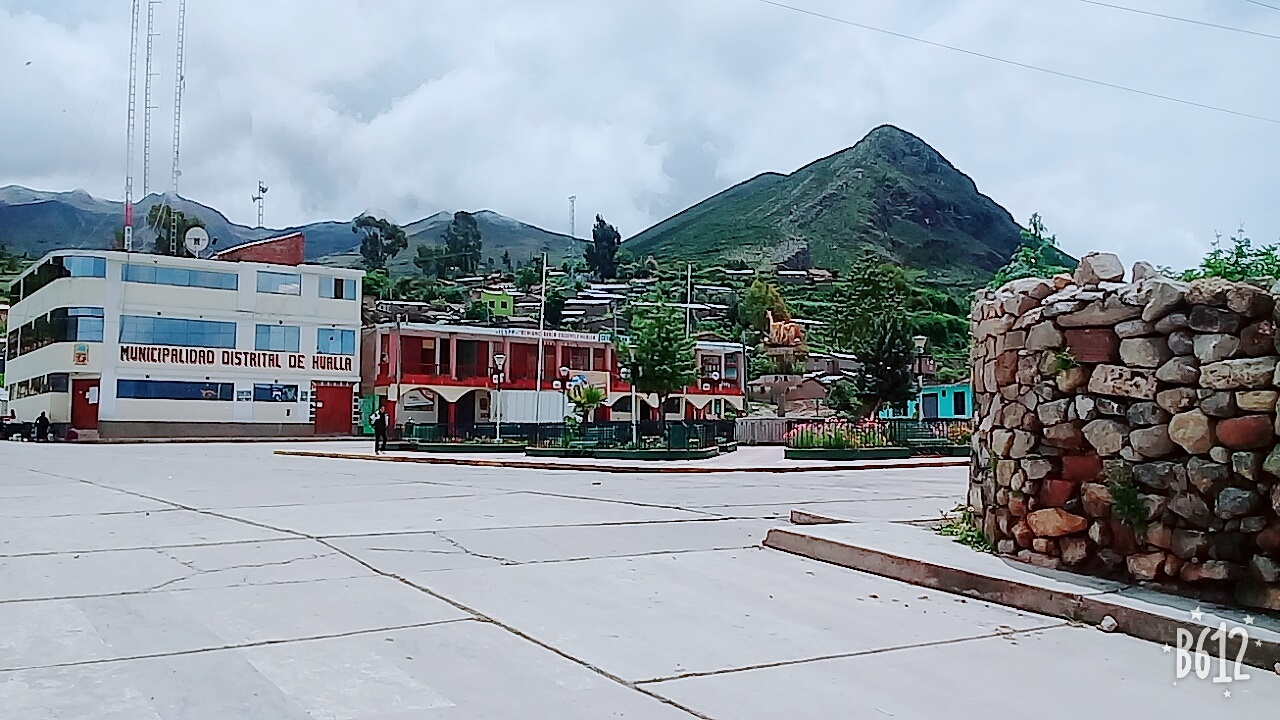
Distrito de Hualla

  - Anexos: Huambo, Carampa, Mirata, Unya, Eccallo, Patallacta, Irimpay y Santa Rosa.
- Apongo
  - Anexos: Paire, Chillanccay y Huayccohuasi
- Asquipata
  - Anexos: Chihuire y Morcolla Chico
- Canaria
  - Anexos: Taca, Raccaya y Umasi
- Cayara
  - Anexos: Chincheros y Mayopampa
- Colca
  - Anexos: Quilla y San José de Sucre
- Huamanquiquia
  - Anexos: Tinca, Nazaret de Uchu y San Juan Patará
- Huancaraylla
  - Anexo: Llusita y Centro Poblado de Circamarca.Centro poblado de Circamarca
- Sarhua

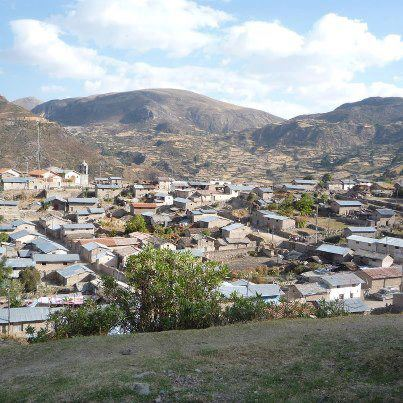
Centro poblado de Circamarca

  - Anexos: Auquilla, Chuquihuarcaya, Tomanga y San Antonio de Qichawa.
- Vilcanchos
  - Anexos: Cocas, Espite y Urancancha

## Población
La provincia tiene una población aproximada de 27 919 habitantes. Los pobladores que migraron a Lima formaron la Federación Fajardina.

## Capital
La capital de la provincia es la ciudad de Huancapi. La misma ley que creó la provincia de Fajardo, señaló como capital al pueblo de Huancapi. Luego, este pueblo fue elevado a la categoría de villa, por Ley Regional n.º 230, del 16 de agosto de 1920. Esta villa fue elevada a la categoría de ciudad por Ley n.º 13720, del 11 de noviembre de 1961. Un dato curioso es que Huancapi, antes de 1910, pertenecía al antiguo distrito de Colca.

## Autoridades

### Regionales
- Consejero regional
  - 2019-2022:[1] Eulogio Cordero García (Qatun Tarpuy)

### Municipales
- 2019-2022[1]
  - Alcalde: César Martí Palomino Cárdenas, de Qatun Tarpuy.
  - Regidores:

  1. Elvis Julio Tinco Chancos (Qatun Tarpuy)
  2. Víctor Casavilca Valencia (Qatun Tarpuy)
  3. Raúl Edgar Poma Ventura (Qatun Tarpuy)
  4. Flavia Ucharima Tinco (Qatun Tarpuy)
  5. Leonardo Vilches Gosme (Movimiento Regional Gana Ayacucho)